# Minió
Minió (Minio) fou amic i conseller del rei selèucida Antíoc III el Gran.
Fou enviat com a representant del rei a la conferència amb els ambaixadors romans que va tenir lloc a Efes el 193 aC. Minió va dirigir una part del centre de l'exèrcit selèucida a la batalla de Magnèsia del Sipilos el 190 aC.